# Rắn độc trên không
Rắn độc trên không (tựa gốc tiếng Anh: Snakes on a Plane) là phim điện ảnh hành động giật gân của Mỹ năm 2006 do David R. Ellis đạo diễn và có sự tham gia của diễn viên Samuel L. Jackson. Tác phẩm do xưởng phim New Line Cinema phát hành tại Bắc Mỹ vào ngày 18 tháng 8 năm 2006, sau đó khởi chiếu ở Việt Nam vào ngày 1 tháng 9 năm 2006. Kịch bản phim được chắp bút bởi David Dalessandro, John Heffernan và Sebastian Gutierrez, xoay quanh sự kiện hàng ngàn con rắn được thả trong khoang hành lý nhằm sát hại một nhân chứng của phiên xử án.

## Nội dung
Sau khi chứng kiến một vụ giết người do tên trùm tội phạm Eddie Kim thực hiện ở Hawaii, Sean Jones được hai đặc vụ FBI Neville Flynn và John Sanders hộ tống trên chiếc máy bay Boeing 747-400 để đến Los Angeles làm chứng chống lại Kim trong một phiên tòa. Kim cho đặt một thùng hàng chứa đầy rắn độc trong hầm hàng với âm mưu làm máy bay rơi trước khi nó đến được Sân bay quốc tế Los Angeles. Để đảm bảo những con rắn sẽ tấn công mọi người một cách bừa bãi mà không cần sự khiêu khích, hắn đã cho một tên thuộc hạ cải trang thành nhân viên sân bay xịt một loại pheromone đặc biệt vào vòng hoa của hành khách khiến bọn rắn càng thêm hung hãn.
Chiếc thùng mở ra giữa chuyến bay và những con rắn bò ra ngoài, một con rắn lục tấn công khoang chứa điện khiến điện bị tắt. Một cặp đôi quan hệ tình dục trong nhà vệ sinh và một người đàn ông sử dụng nhà vệ sinh khác là những người đầu tiên bị giết. Cơ trưởng Sam McKeon khắc phục sự cố mất điện nhưng đã bị giết bởi con rắn lục. Cơ phó Rick, vẫn chưa biết về những con rắn, tin rằng Sam đã bị đau tim và tiếp tục bay đến Los Angeles. Một số con rắn tấn công Rick, và trong khi chống trả chúng, anh đã vô tình thả mặt nạ oxy ra khắp máy bay, khiến bọn rắn rơi vào khoang hành khách cùng với số mặt nạ. Nhiều hành khách, bao gồm Đặc vụ Sanders, đã thiệt mạng khi bọn rắn tràn vào khoang.
Những hành khách sống sót đã chồng chất hành lý để ngăn chặn những con rắn. Rick bị tấn công và máy bay bắt đầu lao xuống phía dưới, khiến một xe đẩy thức ăn lao qua chỗ chất hành lý. Những hành khách chạy lên khoang hạng nhất trên lầu trước khi chặn cầu thang bằng cái bè cứu sinh. Flynn và tiếp viên hàng không Claire điều khiển máy bay kịp thời trước khi nó lao xuống biển, sau đó Rick tiếp tục lái và Flynn đi vào hầm hàng để khôi phục hệ thống điều hòa / thông gió. Flynn liên lạc với Đặc vụ FBI Hank Harris dưới mặt đất, người có liên hệ với Tiến sĩ Steven Price, nguồn tin chính của Hải quan về các vụ buôn lậu động vật.
Dựa trên những bức ảnh về bọn rắn được Flynn gửi cho mình, Price tin rằng một gã buôn lậu rắn ở Los Angeles có liên quan đến việc này. Sau một cuộc đấu súng, gã buôn lậu bị thương do rắn cắn. Gã này khai ra rằng Kim đã thuê gã nhập khẩu bọn rắn rồi chuyển chúng lên máy bay. Price tiêm chất kháng nọc độc cho gã buôn lậu và thu gom số còn lại để cung cấp cho các nạn nhân trên máy bay, trong khi Harris ra lệnh bắt giữ Kim vì nhiều tội danh giết người và cố ý giết người.
Harris liên lạc với Flynn, nói với ông rằng chất kháng nọc độc đã sẵn sàng trao cho hành khách khi họ hạ cánh. Tuy nhiên, Flynn phát hiện ra có một vài con rắn trong buồng lái và Rick đã chết. Sau khi mọi người chuẩn bị xong, Flynn sử dụng súng lục bắn vào hai cửa sổ khiến máy bay giảm áp suất, bọn rắn bị thổi bay ra ngoài. Troy, vệ sĩ của Three Gs, đành phải hạ cánh máy bay dựa trên trải nghiệm chơi trò chơi điện tử về máy bay của anh ta. Mặc dù thiếu kinh nghiệm trong đời thực nhưng Troy vẫn có thể cho máy bay hạ cánh an toàn. Hành khách ra khỏi máy bay và chất kháng nọc độc được trao cho những người cần nó.
Ngay khi Flynn và Sean chuẩn bị xuống máy bay, một con rắn còn lại nhảy ra và cắn vào ngực Sean. Flynn rút súng bắn con rắn, Sean vẫn bình an vô sự do có mặc chiếc áo chống đạn mà Flynn đã đưa cho anh trước đó. Để tỏ lòng biết ơn, Sean sau đó đã đưa Flynn đến Bali và dạy ông cách lướt sóng.